# تاكيشي واتانابي
تاكيشي واتانابي (باليابانية: 渡辺 毅) (10 سبتمبر 1972 في فوجيدا في اليابان – )؛ هو لاعب كرة قدم ياباني سابق كان يلعب كمدافع. سبق له أن لعب مع منتخب اليابان.

## مسيرته الكروية
لعب تاكيشي واتانابي خلال مسيرته الاحترافية مع نادِ واحدٍ في 10 مواسم وسجل خلالها 22 هدفًا ضمن 349 مباراة. ولم يفوز بأي موسم بالكأس أو بالدوري.
خاض تاكيشي واتانابي مسيرته مع نادي كاشيوا ريسول في موسم 1995 ليلعب معه عشرة مواسم، مشاركًا في 349 مباراة سجل خلالها 22 هدفًا.

## وصلات خارجية
- تاكيشي واتانابي على موقع رابطة كرة القدم اليابانية للمحترفين (اليابانية)
- تاكيشي واتانابي على موقع قاعدة بيانات كرة القدم.إي يو (الإنجليزية)
- تاكيشي واتانابي على موقع ناشيونال فوتبول تيمز (الإنجليزية)
- تاكيشي واتانابي على موقع عالم كرة القدم.نت (الإنجليزية)

- National Football Teams
- Japan National Football Team Database